# Pudrad örtblomfluga
Pudrad örtblomfluga (Cheilosia pubera) är en tvåvingeart som först beskrevs av Zetterstedt 1838.  Pudrad örtblomfluga ingår i släktet örtblomflugor, och familjen blomflugor.
Artens utbredningsområde är Norge. Arten är reproducerande i Sverige. Inga underarter finns listade i Catalogue of Life.